# 扇博物館
扇博物館 (おうぎはくぶつかん、英語: The Fan Museum) は、イギリス・ロンドンのグリニッジにある、扇を専門に収集・展示する博物館である。建造当時は、扇子の保存と展示のみを目的とする博物館としては世界で唯一のものであった。

## 立地
博物館はイングランド、ロンドンの南東部にあるマリタイム・グリニッジの世界遺産指定地域にある、1721年に建てられた2軒のイギリス指定建造物に入っている。展示スペースの他に壁画で飾られたオランジュリー、扇の形のパルテールガーデン、 池、小川もある。グリニッジ天文台を擁するグリニッジ公園の脇にあり、すぐそばにはグリニッジ・シアターもある。

## 展示
1991年に世界で初めて手で持つ扇子の保存と展示のみを目的とする博物館として開館した。扇博物館には2018年時点で5000点以上の扇と扇に関連する資料を所蔵している。所蔵する中で最も古い扇は11世紀のものであり、とくに18世紀～19世紀のヨーロッパの扇のコレクションが充実している。保存上の問題のため、全ての収蔵品を常設展示にしているわけではないが、扇の歴史、製造工程、さまざまな形の扇などについて教える常設展示がもうけられている。内蔵のラッパ型補聴器がついた扇や、もともとデザインに組み込まれた補修キットがついている扇なども収蔵している。
扇作り教室も博物館で主催している。博物館内にはレファレンスライブラリーもある。

## 経営
公立の博物館ではなく、公的資金に頼った運営は行っていない。ナショナル・トラストの会員は入館時に割引を受けることができる。